# 塞夫托波利斯峰

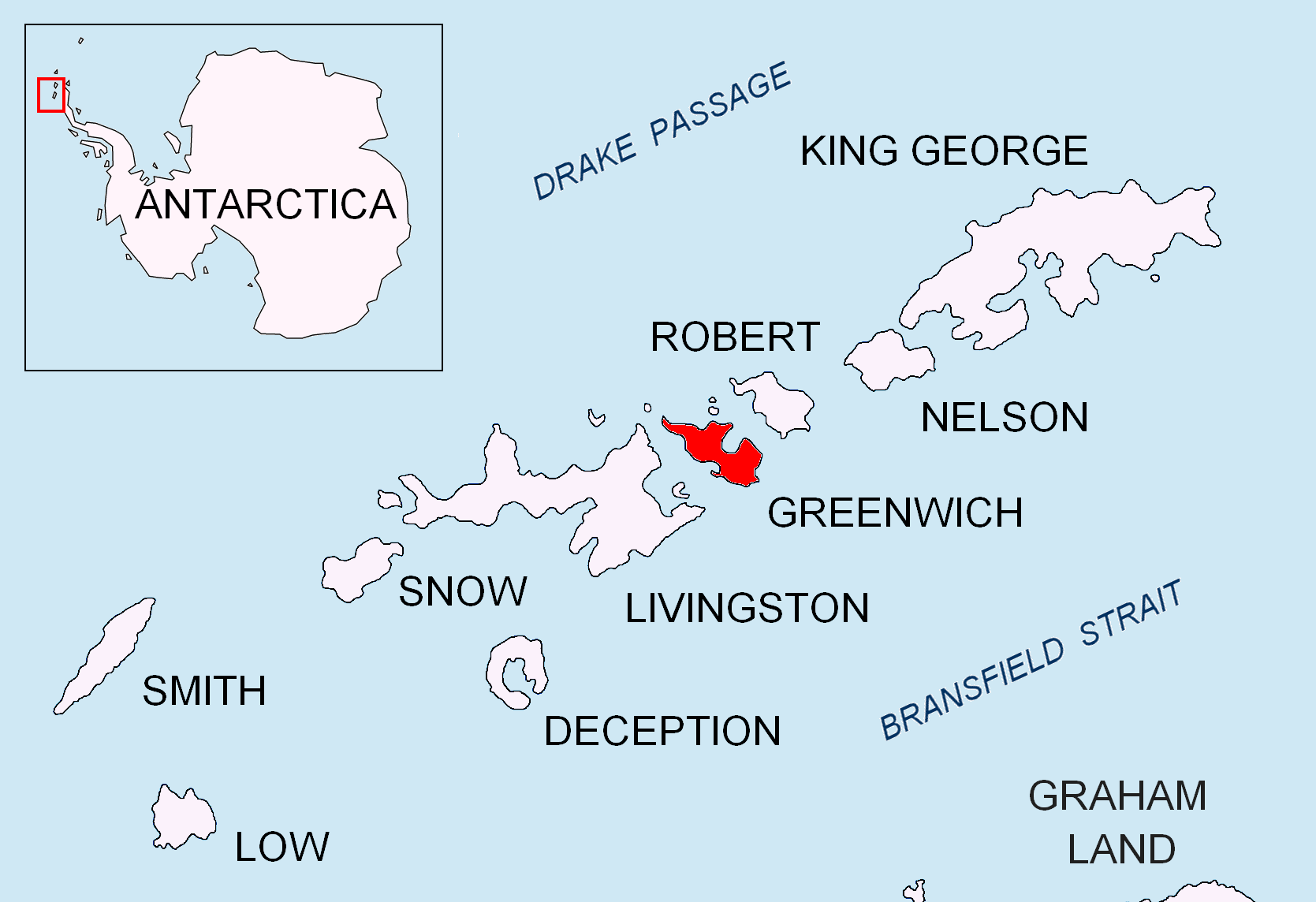

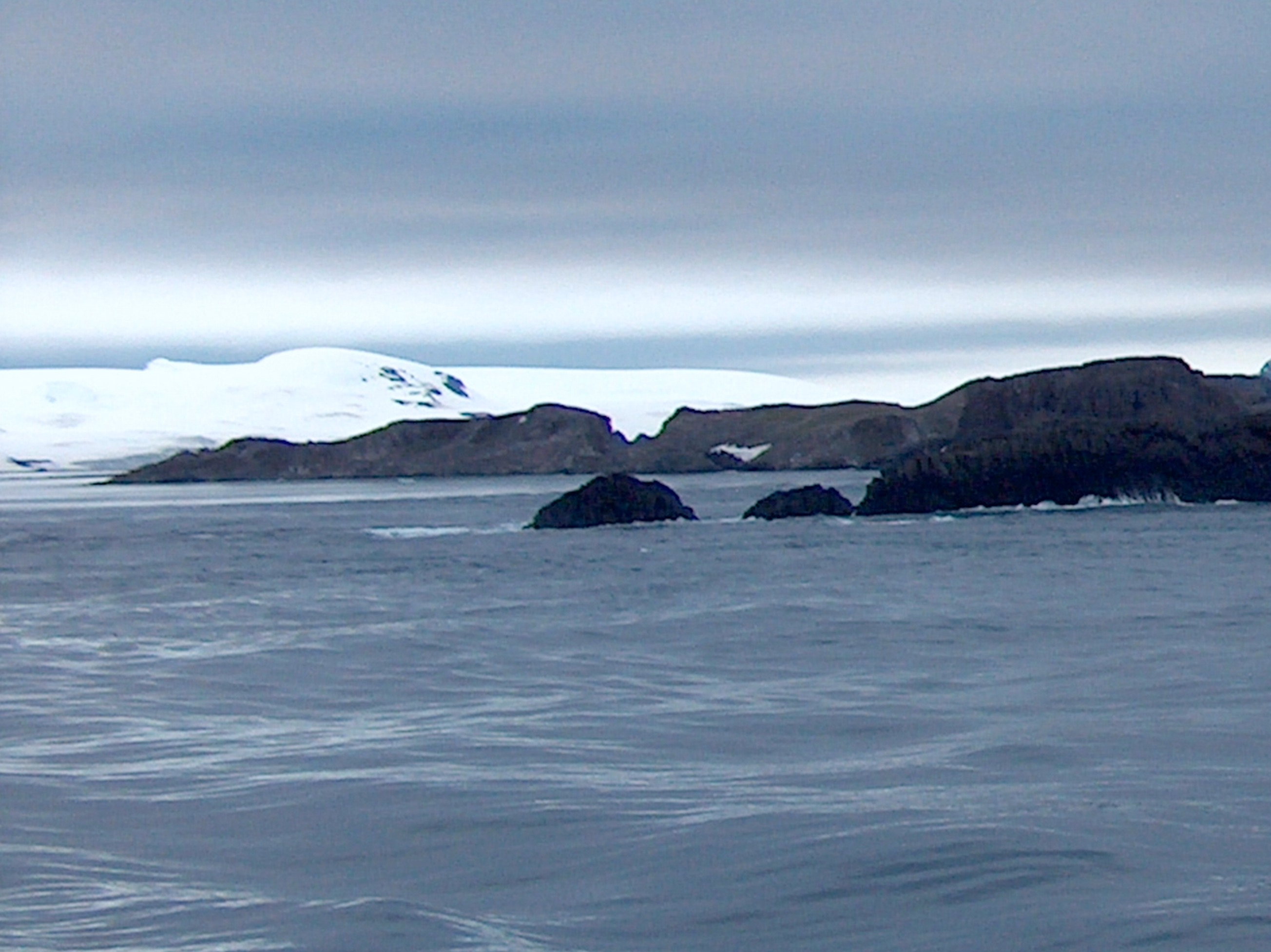

塞夫托波利斯峰（英語：Sevtopolis Peak）是南極洲的山峰，位於南設得蘭群島中利文斯頓島的德里亞諾沃高地，海拔高度300米，處於普利茅斯山西南面3.1公里、洛依德山東北面2.65公里。

## 外部連結
- SCAR Composite Antarctic Gazetteer（页面存档备份，存于）.

62°28′03″S 59°52′33″W / 62.46750°S 59.87583°W